# Hymenophyllaceae
Hymenophyllaceae Mart è una famiglia di piante, l'unica appartenente all'ordine Hymenophyllales A.B.Frank nella classe Polypodiopsida.

## Descrizione
Le Hymenophyllaceae sono felci con una distribuzione subcosmopolita, ma generalmente limitata a luoghi molto umidi o a luoghi in cui sono bagnate dagli spruzzi delle cascate o delle sorgenti. Spesso appaiono come ciuffi di colore verde molto scuro o addirittura nero e possono essere scambiati per un muschio robusto o per un'epatica. Il rizoma è solitamente sottile e rigido e le fronde sono variamente pennate con un singolo filamento di tessuto vascolare. Come nella maggior parte delle felci, le fronde giovani presentano una vernazione circinnata. Nella maggior parte delle specie, la fronda, a parte il tessuto vascolare, è spessa solo una singola cellula e non presenta stomi. La cuticola è inoltre notevolmente ridotta o assente, lasciando le felci filmogene poichiloidriche e molto suscettibili alla disidratazione laddove non sia presente un apporto idrico affidabile. Le foglie occasionalmente hanno peli, ma le squame generalmente non sono presenti. I sori sono portati sui margini delle foglie all'estremità del nervo. All'interno dei sori, gli sporangi maturano iniziando dall'apice del soro e progredendo verso la base. Questi rilasciano spore trilete rotonde e verdi. Le spore crescono in gametofiti simili a fili o nastri; in molte specie, il gametofito ha una durata di vita estesa e indipendente e può riprodursi asessualmente frammentandosi o rilasciando gemme.

## Tassonomia
La famiglia comprende i seguenti generi:
- Hymenophyllum Sm.
- Trichomanes L.